# Pesachiem
Pesachiem (Hebreeuws: פסחים, letterlijk Pesachoffers) is een traktaat (masechet) van de Misjna en de Talmoed. Pesachiem is het derde traktaat van de Orde Moëed (Seder Moëed) en bestaat uit tien hoofdstukken.
Het traktaat Pesachiem bevat voorschriften inzake het Pesachfeest.
Pesachiem is onderdeel van zowel de Babylonische als de Jeruzalemse Talmoed. Het traktaat bevat 121 folia in de Babylonische Talmoed en 71 in de Jeruzalemse Talmoed.